# Jean-Georges Vongerichten
Jean-Georges Vongerichten est un chef cuisinier français. Il est né en Alsace, le 16 mars 1957 et réside à New York. Il dirige plusieurs restaurants à Las Vegas, Londres, Paris et Shanghai, ainsi qu'à New York. Il est l'auteur de cinq livres de cuisine, dont deux avec Mark Bittman. Il a obtenu 3 étoiles au Guide Michelin en 2006 pour son restaurant Jean Georges à New York.

## Biographie

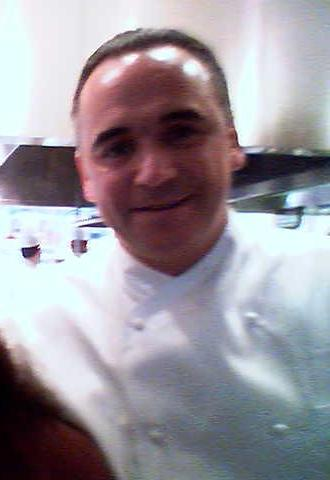
Jean-Georges Vongerichten dans son restaurant Jean-Georges.

Vongerichten a grandi près de Strasbourg. Il a été formé auprès de Paul Haeberlin, Louis Outhier et Paul Bocuse. À 23 ans, il rejoint l'hôtel Oriental à Bangkok et y reste pendant cinq ans. En 1985, il s'installe aux États-Unis à Boston. L'année suivante, il devient chef cuisinier au restaurant Lafayette dans l'hôtel Drake à New York. Là, il développe sa propre cuisine et recevra finalement quatre étoiles du journal New York Times.
En 1991, Vongerichten ouvre son premier restaurant à New York, le Jo Jo, et obtient trois étoiles par le New York Times. Il ouvre ensuite le restaurant Vong (les quatre premières lettres de son nom) sur la base culinaire d'une fusion des cuisines  française et thaï. Cette fusion entre la cuisine européenne et asiatique fait fureur et est surnommée fusion cooking. En 1995, il ouvre un deuxième Vong, cette fois à Knightsbridge, à Londres, où, après une année, il reçoit trois étoiles de la London Evening Standard et est récompensé comme Best Newcomer de l'année.
En 1997, alors qu'il a tout juste 40 ans, il ouvre son troisième Vong. Fasciné par la cuisine chinoise, il ouvre plus tard le 66 un restaurant chinois à New York. Toujours en 1997, il ouvre le premier restaurant Jean-Georges dans la  tour Trump, et après un an et demi, il obtient quatre étoiles du New York Times, et le Guide Michelin lui en attribue trois. En 1998, il ouvre le Mercer Kitchen à New York et la même année, le prime à Las Vegas, où le client peut choisir parmi dix types de steak. En outre, il publie son deuxième livre de cuisine Jean-Georges: Cooking At Home with a Four-Star Chef (coécrit avec Mark Bittman) qui sera récompensé par la  fondation James Beard 
En 1999, il ouvre  le quatrième Vong à Chicago et en 2003, le Spice Market à New York, spécialisé dans les épices. En 2005, il ouvre le Market à Paris.
En 2007, il comptait dix-huit restaurants, dont six pour la seule ville de New York.

## Cuisine
Le New York Magazine a écrit que dans les deux dernières décennies, aucun chef n'a eu plus d'influence sur la façon dont les New-Yorkais dînent en ville ou sur la façon dont les autres chefs cuisinent : « Il a inventé la réponse de l'Amérique à la nouvelle cuisine », dit le chef américain Mario Batali, « Quand je suis arrivé à New York, son livre Simple Cuisine était le Saint Graal pour les jeunes chefs, et le JoJo était le spectacle le plus couru en ville. »

## Liste de restaurants
New York 
- Jean-Georges
- Nougatine at Jean-Georges
- Jojo
- The Mercer Kitchen
- Perry St
- ABC Kitchen
- ABC Coccina
- The Mark
- Simply Chicken

Chicago
- Pump Room

Las Vegas
- Prime Steakhouse
- Jean-Georges Steakhouse

Bahamas
- Cafe Martinique
- Dune

Shanghai
- Jean-Georges
- Mercato
- CHI-Q

Paris
- Market

Bora Bora
- Lagoon Restaurant St Regis Resort

Marrakech
- Hotel La Mamounia

## Distinctions

### Guide Michelin
- 2006 : Trois étoiles au guide Michelin [3]

### James Beard Foundation[1]
- 1998 : Award Outstanding Chef
- 1998 : Award Best New Restaurant pour le Jean Georges à New York
- 2009 : Award Outstanding Restaurant pour le Jean Georges à New York

### Autres
- 1997 : Chef of the Year par le Esquire Magazine
- Le site Best Chefs America classe Jean-Georges Vongerichten parmi les 25 chefs les plus influents des États-Unis [4]

## Publications
- (en) Jean-Georges Vongerichten, Home Cooking With Jean-Georges : My Favorite Simple Recipes, Clarkson Potter Publishers, 2011, 256 p. (ISBN 9780307717955).
- (en) Jean-Georges Vongerichten, Asian Flavors of Jean-Georges, Clarkson Potter, 2007, 290 p. (ISBN 9780767912730).
- (en) Jean-Georges Vongerichten et Mark Bittman, Simple to Spectacular : How to Take One Basic Recipe to Four Levels of Sophistication, Clarkson Potter, 2000, 420 p. (ISBN 9780767903608).
- (en) Jean-Georges Vongerichten, Jean-Georges : Cooking at Home With a Four-Star Chef, Broadway, 1998, 224 p. (ISBN 9780767901550).
- (en) Jean-Georges Vongerichten, Simple Cuisine : The Easy, New Approach to Four-star Cooking, New York : Prentice Hall, 1990, 212 p. (ISBN 9780131950597).